# Bachant Communal Cemetery
Bachant Communal Cemetery is een Britse militaire begraafplaats gelegen in de Franse plaats Bachant (Noorderdepartement). De begraafplaats wordt onderhouden door de Commonwealth War Graves Commission.
De begraafplaats telt 4 geïdentificeerde Gemenebest graven uit de Eerste Wereldoorlog.